# Ewige Richtung
Ewige Richtung fue un tratado de paz y alianza de los Acht Orte de la Antigua Confederación Suiza con el duque Segismundo de Austria. Con este tratado se dio fin a la contienda que enfrentaba a la casa de Habsburgo con la Antigua Confederación Suiza desde 1291.
El rey Luis XI de Francia fue elegido mediador entre ambas partes. Las negociaciones tuvieron lugar en Constanza. La primera versión se terminó de redactar el 30 de marzo de 1474, pero hubo que esperar hasta principios de 1475 para que se ratificase la versión definitiva.